# بناهای تاریخی کوهستان وودانگ
مجموعه ساختمان‌های تاریخی کوه وودانگ در شمال غربی استان هوبئی چین واقع شده است. این مجموعه که تماماً از معماری تائوئیسم است، ابتدا در دوران دودمان تانگ ساخته شده است. در دوران دودمان مینگ و در سال‌های 永乐، بازسازی وسیعی بر روی کوه وودانگ انجام شد که مدت زمان آن ۱۴ سال به طول انجامید و در نهایت ۳۳ ساختمان شامل ۹ معبد و ۸ تماشاخانه ساخته شد. در دوران 嘉靖 این مجموعه دوباره بازسازی و گسترش یافت.
از آنجا که از سال ۱۹۵۸ پروژه ساخت سد دانیانگکوه آغاز شد، برخی از این ساختمان‌ها در جریان انقلاب فرهنگی چین در سال ۱۹۶۷ غرق شدند. این موارد شامل محل اصلی معبد جینگله و بخش‌هایی از مجموعه‌های تاریخی کوه وودانگ می‌شود که حدود یک‌سوم از مجموعه، شهر جونیانگ باستان و بسیاری از سایت‌ها و گورستان‌های متعلق به ایالت چو در دوران‌های اولیه را در بر می‌گرفت.
در حال حاضر، بیش از ۲۰۰ بنای تاریخی از این مجموعه باقی مانده است که به ترتیب در فهرست اولین تا ششمین مجموعه آثار ملی مهم تاریخی قرار گرفته‌اند و در سال ۱۹۹۴ به عنوان میراث جهانی ثبت شدند.

## فهرست
| نام                   | مختصات                                                          | سال ساخت              | تصویر            | توضیحات                            |
| --------------------- | --------------------------------------------------------------- | --------------------- | ---------------- | ---------------------------------- |
| معبد طلا              | ۳۲°۲۴′۰۳″ شمالی ۱۱۱°۰۰′۱۶″ شرقی / ۳۲٫۴۰۰۸۳°شمالی ۱۱۱٫۰۰۴۴۴°شرقی | دوران یوان، مینگ      |                  | اولین مجموعه آثار ملی مهم تاریخی   |
| معبد زی‌شیائو          | ۳۲°۲۵′۳۶″ شمالی ۱۱۱°۰۱′۲۰″ شرقی / ۳۲٫۴۲۶۶۷°شمالی ۱۱۱٫۰۲۲۲۲°شرقی | مینگ                  |                  | دومین مجموعه آثار ملی مهم تاریخی   |
| دروازه "ژی‌شی‌شیوآن‌یوه" | ۳۲°۳۰′۱۰″ شمالی ۱۱۱°۰۷′۴۰″ شرقی / ۳۲٫۵۰۲۷۸°شمالی ۱۱۱٫۱۲۷۷۸°شرقی | سال ۱۵۵۲ (دوران 嘉靖) |                  | سومین مجموعه آثار ملی مهم تاریخی   |
| معبد نانیان           | ۳۲°۲۵′۲۴″ شمالی ۱۱۱°۰۰′۴۰″ شرقی / ۳۲٫۴۲۳۳۳°شمالی ۱۱۱٫۰۱۱۱۱°شرقی | دوران یوان، مینگ      | معبد نانیان      | چهارمین مجموعه آثار ملی مهم تاریخی |
| ویرانه معبد یوشو      | ۳۲°۳۰′۲۹″ شمالی ۱۱۱°۰۴′۴۰″ شرقی / ۳۲٫۵۰۸۰۶°شمالی ۱۱۱٫۰۷۷۷۸°شرقی | مینگ                  | ویرانه معبد یوشو | پنجمین مجموعه آثار ملی مهم تاریخی  |
| معبد تای‌هه            |                                                                 |                       | معبد تای‌هه       | ششمین مجموعه آثار ملی مهم تاریخی   |
| معبد یوژن             | ۳۲°۳۰′۲۲″ شمالی ۱۱۱°۰۷′۰۶″ شرقی / ۳۲٫۵۰۶۱۱°شمالی ۱۱۱٫۱۱۸۳۳°شرقی |                       |                  | ششمین مجموعه آثار ملی مهم تاریخی   |
| ویرانه معبد وو لونگ   | ۳۲°۲۷′۱۹″ شمالی ۱۱۱°۰۰′۰۷″ شرقی / ۳۲٫۴۵۵۲۸°شمالی ۱۱۱٫۰۰۱۹۴°شرقی |                       |                  | ششمین مجموعه آثار ملی مهم تاریخی   |
| معبد یوان‌هه           | ۳۲°۳۰′۰۶″ شمالی ۱۱۱°۰۶′۲۴″ شرقی / ۳۲٫۵۰۱۶۷°شمالی ۱۱۱٫۱۰۶۶۷°شرقی |                       |                  | ششمین مجموعه آثار ملی مهم تاریخی   |
| معبد فوژن             |                                                                 |                       | معبد فوژن        | ششمین مجموعه آثار ملی مهم تاریخی   |
| دروازه معبد جینگله    |                                                                 |                       |                  | ششمین مجموعه آثار ملی مهم تاریخی   |
| معبد لانگ‌مِی           |                                                                 |                       |                  | ششمین مجموعه آثار ملی مهم تاریخی   |
| صخره لائوجون          |                                                                 |                       |                  | ششمین مجموعه آثار ملی مهم تاریخی   |
| معبد چونیانگ          |                                                                 |                       |                  | ششمین مجموعه آثار ملی مهم تاریخی   |
| برج مقبره لی سوشی     |                                                                 |                       |                  | ششمین مجموعه آثار ملی مهم تاریخی   |
| پل جیان‌هوا            |                                                                 |                       |                  | ششمین مجموعه آثار ملی مهم تاریخی   |
| پل تیان‌جین            |                                                                 |                       |                  | ششمین مجموعه آثار ملی مهم تاریخی   |
| صخره یوشو             |                                                                 |                       |                  | ششمین مجموعه آثار ملی مهم تاریخی   |